# 姚正
姚正（1493年—？），字在養，福建興化府莆田縣人，民籍，明朝政治人物。

## 生平
正德十一年（1516年）丙子科福建鄉試第七十八名舉人，十六年（1521年）中式辛巳科會試第九十八名，二甲第一百一名進士。嘉靖十一年（1532年）任安慶府知府，調曲靖军民府知府，十七年（1538年）正月考察以不謹閑住。

## 家族
曾祖姚奕慶；祖父姚紹秩；父姚資玉，嫡母陳氏；生母林氏。慈侍下。兄姚賢、姚良、姚方。